# Tarte aux macaronis
La tarte aux macaronis est un plat à base de macaroni au fromage cuit au four et gratiné. Les ingrédients principaux peuvent inclure des macaronis coudés, du fromage et du lait. Elle est particulièrement populaire dans les Caraïbes anglophones, notamment à la Barbade et à Trinité-et-Tobago.

## Préparation

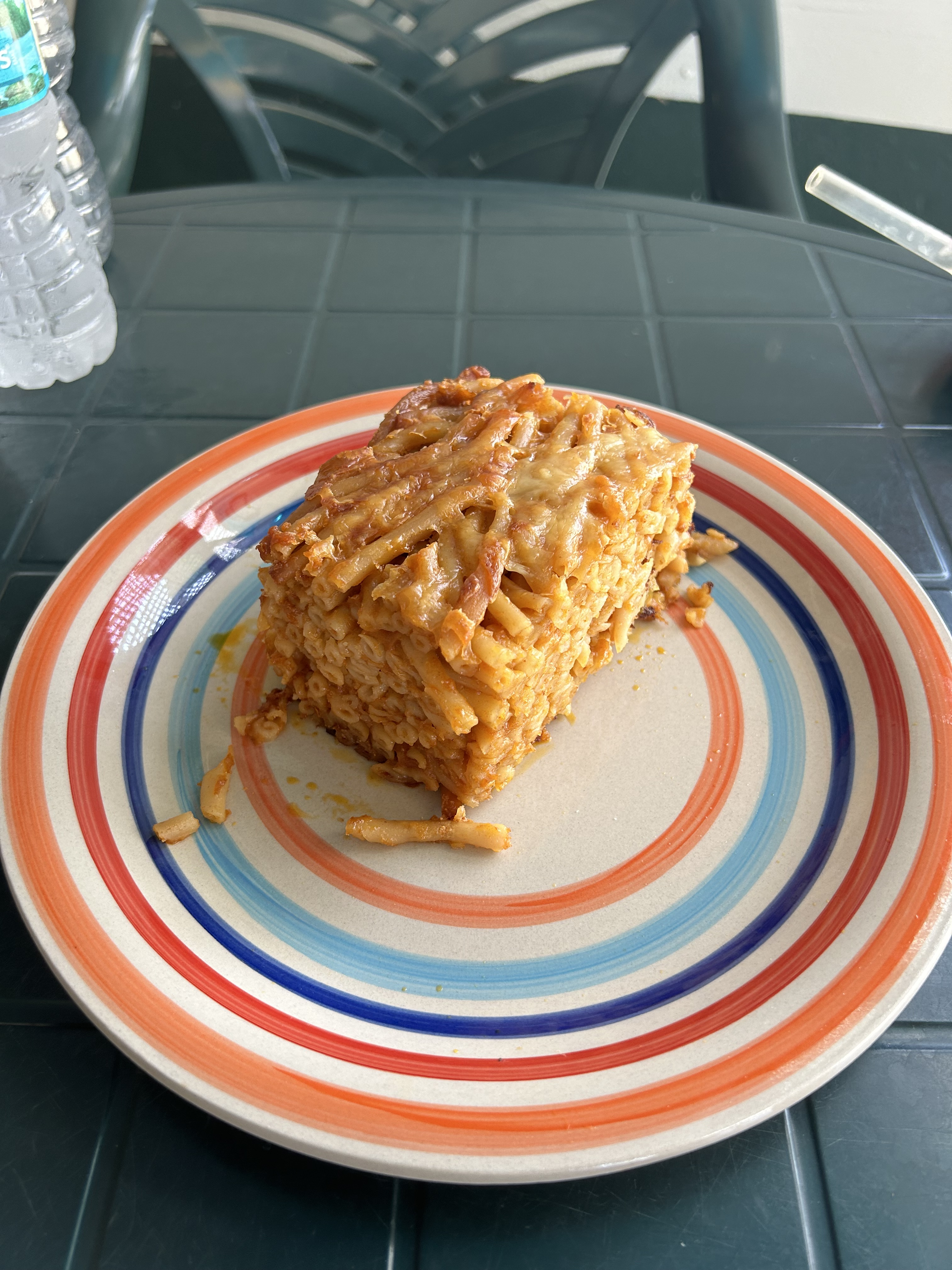
Tarte aux macaronis bajane.

Les ingrédients typiques de la tarte aux macaronis comprennent des macaronis, du fromage, du lait, du beurre, de la farine, du sel, du poivre et diverses épices. L'oignon, la chapelure et plusieurs ingrédients sont parfois utilisés. En Écosse, elle est préparée avec une croûte à tarte, ce qui la distingue des recettes d'ailleurs dans le monde. Elle peut être servie coupée en quartiers.

## Variétés régionales
Dans les Caraïbes, la tarte aux macaronis est dépourvue de croûte à tarte et est parfois consommée froide.

### Barbade
La tarte aux macaronis est un plat populaire à la Barbade, où elle est généralement consommée comme plat principal ou en accompagnement avec du poisson ou de la viande. Elle peut être préparée comme un plat piquant avec des épices telles que du poivre noir et des sauces piquantes.

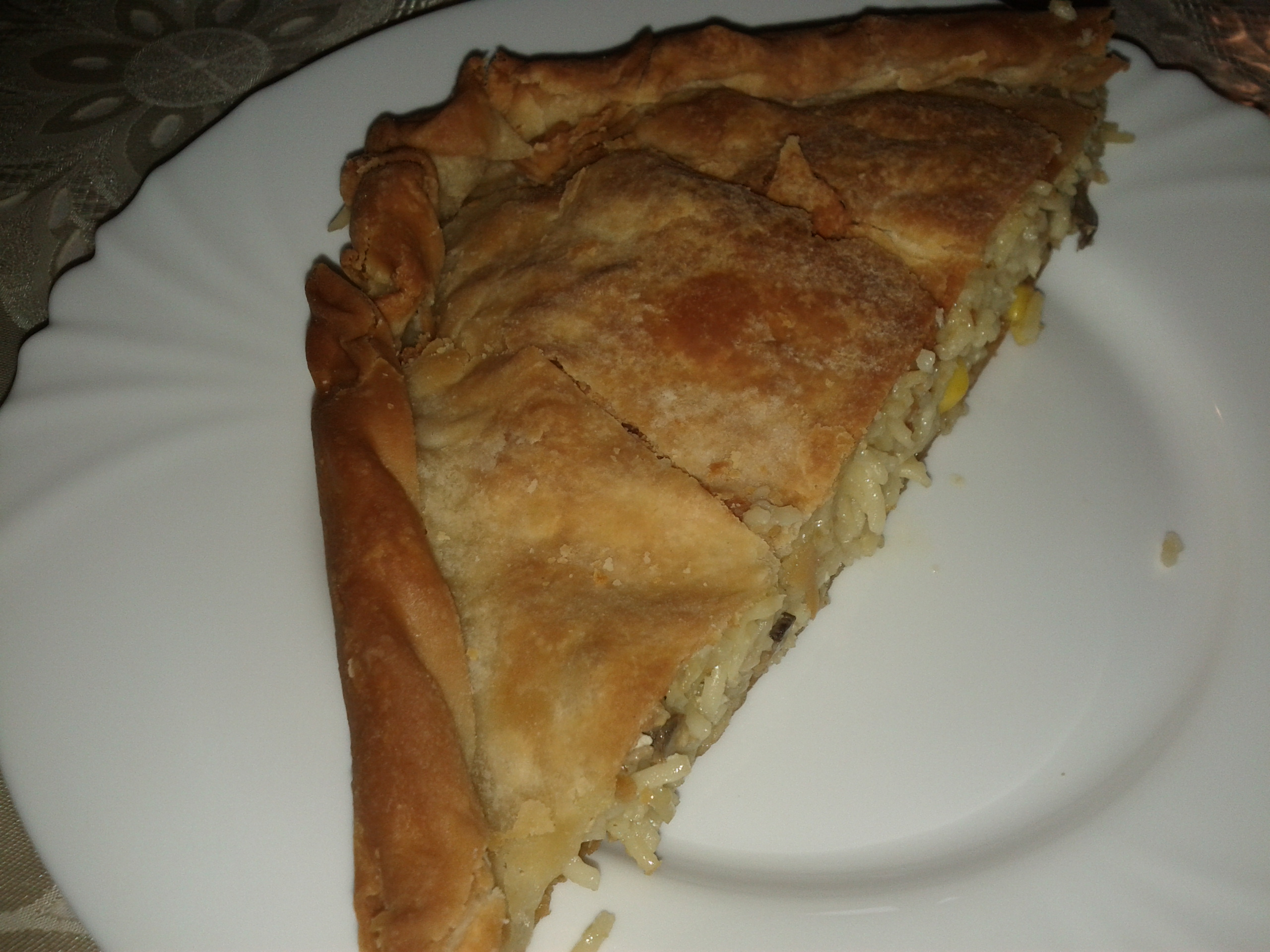
Une tranche de tarte aux macaronis d'Écosse.

### Écosse
En Écosse, la tarte aux macaronis est préparée en remplissant une croûte de tarte écossaise de macaronis et de fromage puis en la faisant cuire au four. La boulangerie Greggs la vendait en Écosse mais stoppe la production en 2015, ce qui déclenche une campagne en ligne et une pétition demandant à l'entreprise de restituer le plat. Plusieurs personnalités politiques écossaises signent la pétition, notamment les principales chefs de partis politiques, Nicola Sturgeon, Ruth Davidson et Kezia Dugdale.

### Trinité-et-Tobago
Le plat est très populaire à Trinité-et-Tobago et est souvent proposé comme plat commun aux déjeuners et aux dîners. Il est décrit comme un aliment de base à Tobago. Le fromage cheddar, un ingrédient clé du plat, est apporté à Trinité par les Anglais. Il est parfois servi en accompagnement de viandes mijotées.
Aux États-Unis, la tarte aux macaronis est parfois appelée « macaroni au fromage cuit au four » (baked macaroni and cheese) et fait partie de la cuisine du sud du pays. Au milieu des années 1900, le mot « spaghetti » est généralement utilisé aux États-Unis pour désigner les macaronis et les nouilles spaghetti sont alors utilisées pour préparer la tarte aux macaronis. Une recette américaine de 1870 inclut du jambon râpé, de la viande d'écureuil, d'oiseau ou de canard sauvage. Une recette de 1892 inclut du porc et du jambon.

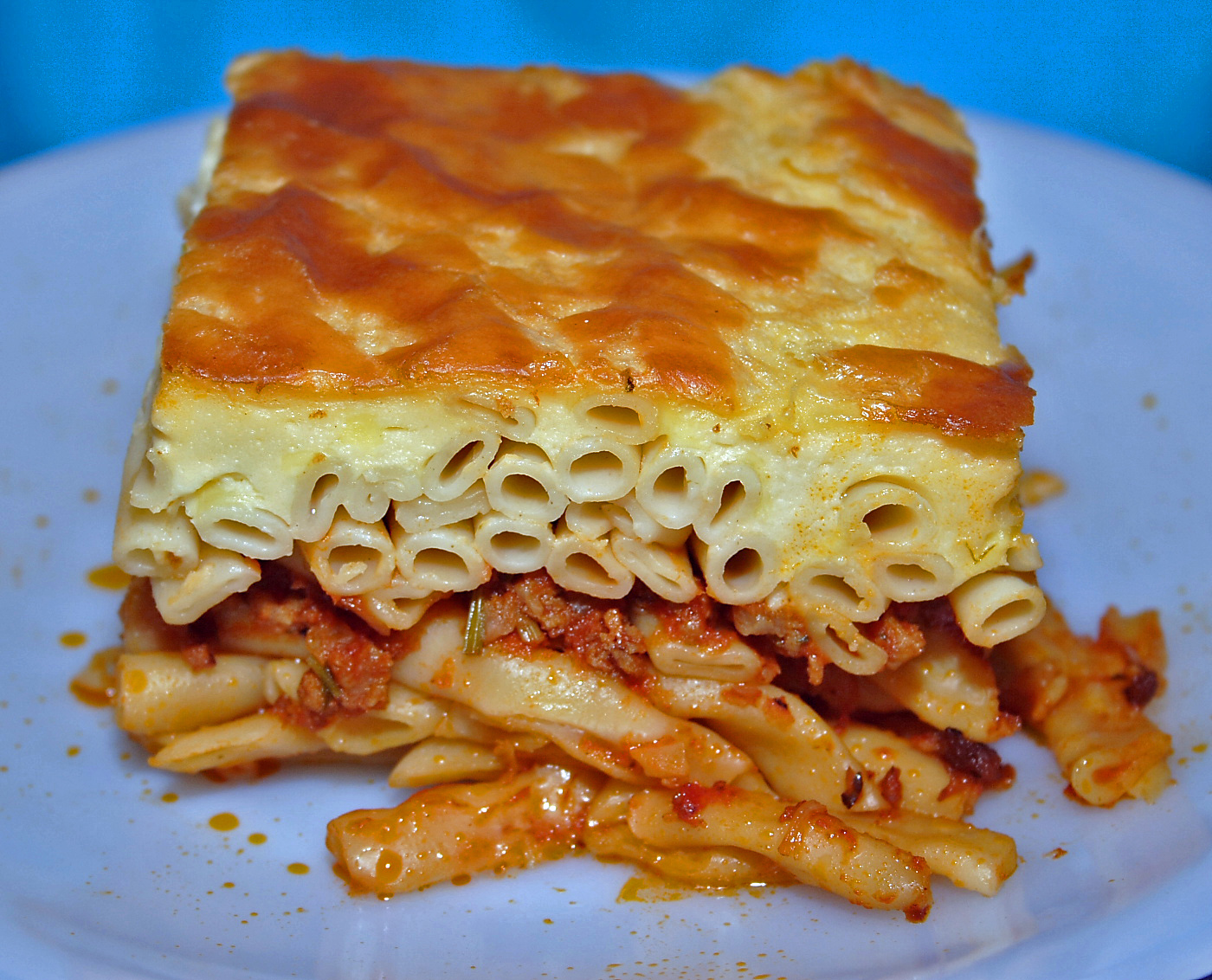
Le pastítsio grec.

## Plats similaires
La casserole de macaronis finlandaise (makaro(o)nilaatikko) est un plat populaire préparé avec des macaronis en coude et un mélange d'œufs et de lait, puis cuit jusqu'à ce qu'il prenne. De la viande hachée sautée et de l'oignon sont souvent ajoutés, créant ainsi un lihamakaronilaatikko (littéralement, une casserole de viande et de macaronis). La casserole peut être garnie avant la cuisson de chapelure et de fromage râpé ou de beurre, pour former une croûte. Le makaronilaatikko est généralement servi avec du ketchup et des cornichons.
D'origine grecque, le pastítsio est un type de tarte aux macaronis préparée avec des macaronis en coude, de la viande et de la sauce béchamel.
Dans la cuisine italienne, la tarte aux macaronis (pasticcio (ou timballo) di maccheroni) est un plat traditionnel dans plusieurs villes, avec une longue tradition provenant des chefs des cours italiennes de l'époque de la Renaissance : le plus connu, farci de viande de pigeon et de truffes, vient de Ferrare, tandis que Rome (pasticcio préparé avec des entrailles de poulet et nappé de crème), Naples et la Sicile ont aussi leur propre version,. Le timballo sicilien est immortalisé par Luchino Visconti dans son film Il Gattopardo.